# Paradox über den Schauspieler
Paradox über den Schauspieler (franz. = Paradoxe sur le comédien) ist ein Essay in Form eines Dialogs von Denis Diderot, den er in der Zeit von 1773 bis 1777 verfasste. 1839 wurde der Essay im Verlag Sautelet als Buch veröffentlicht, 46 Jahre nach dem Tod Diderots. In dem Dialog wird die Theorie entwickelt, dass die großen Schauspieler nicht die Emotionen empfinden, die sie auf der Bühne darstellen. Der kompetente Schauspieler fühlt sich nicht in die Figuren ein, er beobachtet sie vielmehr genau und ahmt präzise nach, was er zu spielen hat. In Bezug auf Aufmerksamkeit, Fantasie und Urteilskraft ist der Schauspieler anderen Menschen weit überlegen. Die Schauspieltheorie Diderots wurde bis in die Gegenwart kontrovers diskutiert.

## Vorgeschichte

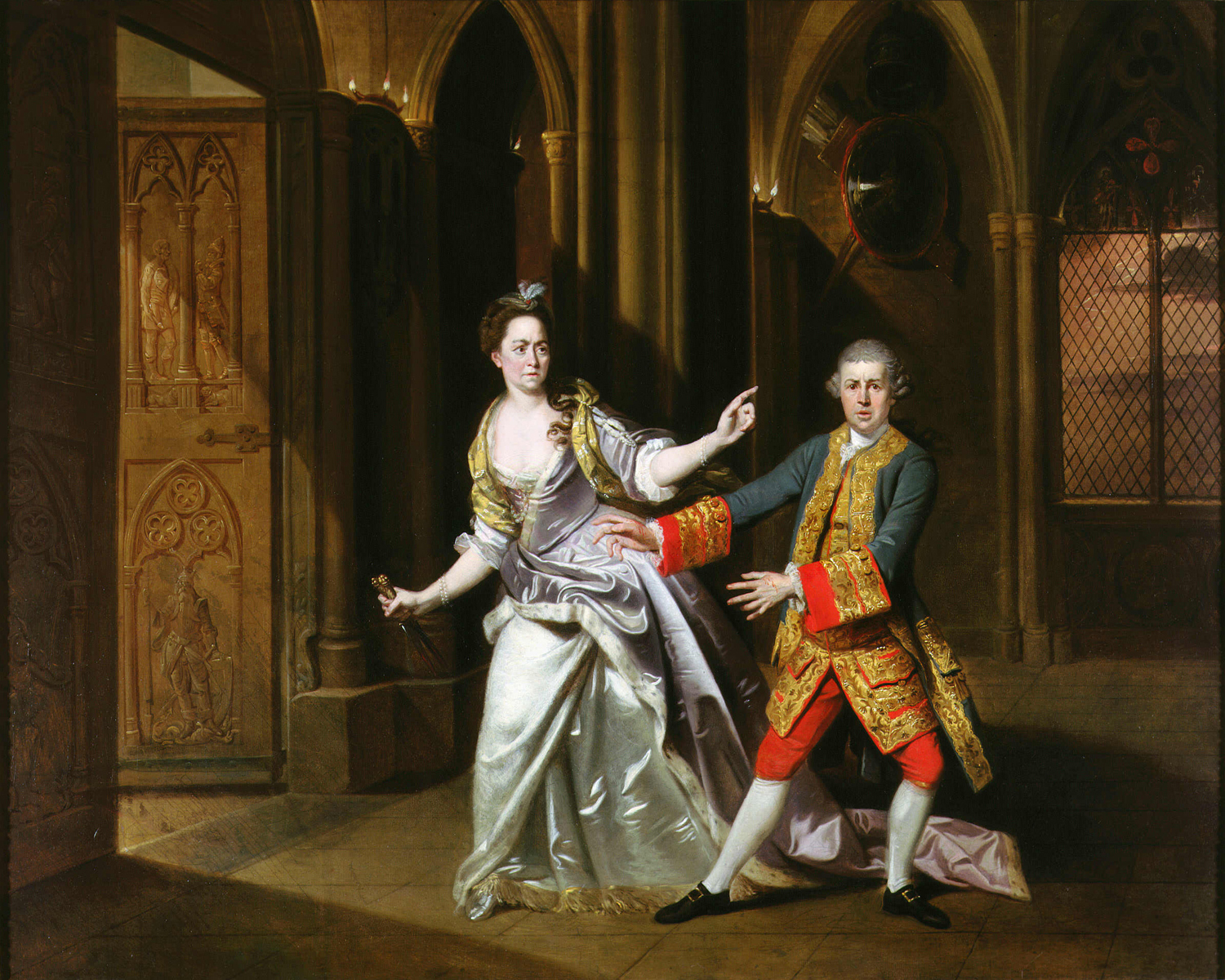
Garrick spielt den Macbeth

1769 erschien in Paris die französische Übersetzung einer englischen Broschüre mit dem Titel „Garrick oder die englischen Schauspieler“ durch Antoine-Fabio Sticotti (1676–1741). Diderot besprach die Neuerscheinung in der Correspondance littéraire vom 15. Oktober und 1. November 1770 unter dem Titel „Observations sur une brochure intitulée Garrick ou les acteurs anglais“. Ausgangspunkt der Abhandlung Sticottis ist eine Laudatio auf den englischen Schauspieler David Garrick von John Hill, in der er die Überzeugung vertritt, dass Garricks geniale Schauspielkunst auf dessen einzigartiger Empfindsamkeit beruhe, die Intensität seines Spiels auf der Bühne zu erzeugen sei nur möglich, weil Garrick die dargestellten Regungen auch wirklich fühle. In seiner „Besprechung“ entwickelt Diderot dann eigene Ideen über die Schauspielkunst. Die Auseinandersetzung mit dem Text Sticottis ist eine erste Fassung von Diderots Essay „Paradoxe sur le comedien“. Diderot hat seine kritische Bestandsaufnahme über die Schauspielkunst 1769 zuerst als einen Monolog geschrieben und im Laufe der Jahre 1773 bis 1777 als Dialog umgearbeitet, verteilt auf die Rollen eines ersten und eines zweiten Sprechers.
Ein zentrales Thema der französischen Schauspieltheorie im 18. Jahrhundert war die Frage der sensibilité: Inwieweit sollte der Schauspieler die Gefühle der darzustellenden Figur mitempfinden, also dem Prinzip der „Gefühlsschauspielerei“ folgen? Hier wird die schauspielerische Leistung an dem Empfindungsvermögen des Akteurs gemessen. In einem Brief an Melchior Grimm vom 14. November 1769 schreibt Diderot: „Ich behaupte, daß es die Empfindsamkeit ist, die die mittelmäßigen Schauspieler macht; die extreme Empfindsamkeit die bornierten Schauspieler; der kalte Sinn und der Kopf die großartigen Schauspieler.“ Diderot bezieht hier unmissverständlich Stellung gegen die damals allgemein anerkannte Theorie über die Schauspielkunst. Nach Diderot zeichnet sich ein hervorragender Schauspieler durch das Vermögen aus, „Gefühle auf der Bühne zu simulieren, anstatt sie tatsächlich zu durchleben, und mithin den mit starken Gefühlen einhergehenden Kontrollverlust des Selbst an andere [...den Zuschauer] zu delegieren, um damit eine bestimmte Wirkung zu erzielen.“

## Inhalt
Diderots Essay besteht aus einem Gespräch zwischen zwei Teilnehmern (Le premier und Le second), von denen der erste den Standpunkt Diderots einnimmt, während der zweite eher die Stichworte und Einwände liefert. Der erste Sprecher stellt die These auf, dass ein großer Schauspieler sich dadurch auszeichnet, dass er selbst die Emotionen und Affekte nicht hat, die seine Figur auf der Bühne zeigt; die Kunst des großen Schauspielers sei es vielmehr, die Illusion dieser Gefühle zu erzeugen. Hätte der Spieler eben die Gefühle der Figur, die er verkörpert, sei er nicht dazu in der Lage, eine gelungene Performance auf der Bühne erfolgreich zu wiederholen, das heißt, die Darbietung von Schauspielern, die die Gefühle einer Figur selbst empfinden, ist nicht vorhersehbar und wechselhaft.
Diderot unterscheidet in seiner These drei Schauspielertypen: den Schlechten, der wenig Empfindsamkeit (sensibilité) besitzt, den Mittelmäßigen, den viel Empfindsamkeit auszeichnet und den Erhabenen, der keine Empfindsamkeit hat. Diderot rät dem Schauspieler zur Erarbeitung einer Rolle, sich mittels Phantasie, Geschmack und Urteilskraft ein „modèle ideale“ zu schaffen, das er einstudiert und ständig kopiert, bis er sich diesem Modell vollkommen angepasst hat und es mit Hilfe des Gedächtnisses und rein körperlicher Anstrengung jederzeit reproduzieren kann. Der große Schauspieler werde von seiner Intelligenz und nicht von seinen Gefühlen geleitet. Der Sprecher argumentiert, wenn ein großer Schauspieler eine Rolle vollständig erarbeitet und verinnerlicht hat, ist er in der Lage, seine Performance jederzeit zu wiederholen, unabhängig von den eigenen Empfindungen.
An einem Beispiel erläutert der Sprecher, dass die Darstellung einer Rolle durch einen Schauspieler weit über das hinausgehen könne, was der Autor des Stücks konzipiert hat. Mlle. Clairon, ein Star der damaligen Theaterszene, habe ihre Rolle in einem Stück Voltaires so gespielt, dass der Autor im Publikum ausgerufen habe: „Habe ich das geschrieben?“ In diesem Augenblick sei die Idealfigur (modèle idéale) des Schauspielers der des Autors überlegen gewesen.
Er gesteht dem Schauspieler bei der ersten Performance auf der Bühne durchaus zu, dass er dieselben Gefühle habe, wie die Figur, die er spielt, dass er in allen folgenden Aufführung aber immer die Kontrolle über das Spiel behalten muss. In einer Reihe von Beispielen von Aufführungen von Theaterstücken aus der Antike, von Shakespeare und vor allem der französischen Klassiker Corneille, Racine und Molière und der Verkörperung der Hauptfiguren durch Schauspieler, versucht er, seine Thesen zu belegen. In diesem Zusammenhang taucht der Begriff Treppenwitz (l’esprit de l’escalier) zum ersten Mal in der Literatur auf, als Diderot eine Anekdote über eine Begegnung mit Jacques Necker erzählt. Necker habe während eines Diners ein Argument gegen ihn vorgebracht, dessen Schlagkraft ihn einfach überwältigt habe. Erst auf Treppe sei ihm dann eine passende Antwort eingefallen: „Ein kluger Mann wie ich, dem völlig klar ist, was ihm da entgegnet wird, verliert den Kopf und findet ihn erst unten auf der Treppe wieder“.
Das Paradox, dass ein herausragender Akteur nicht das empfinde, was er da spielt, sonden sein Spiel kalt unter Kontrolle haben müsse, sieht Diderot auch in der öffentlichen Rede gegeben. Am Ende des Essays zieht er eine Parallele von den Akteuren auf der Bühne zu den Akteuren in Gesellschaft und Politik: „Die Komödianten beeindrucken das Publikum nicht, weil sie zornig sind, sondern weil sie den Zorn gut imitieren. In den Gerichten, den Versammlungen, überall, wo man sich als brillanter Geist darstellen will, gibt man vor, mal Zorn, mal Furcht, mal Mitleid zu haben, um in anderen diese unterschiedlichen Gefühle hervorzurufen. Das, was die Gefühle selbst nicht fertigbringen, das schaffen Gefühle, wenn sie gut gespielt sind.“

## Rezeption
1922 und 1923 erschienen zwei Übersetzungen ins Russische, die sofort lebhaft in den Kreisen von Schauspielern, Literaten und Literaturwissenschaftlern diskutiert wurden. Stanislawski besaß die beiden Texte und hat sich über Jahre mit Diderot auseinandergesetzt. Die Folgerungen, die er für seine Lehrmethoden zieht, sind jedoch denen Diderots diametral konträr.
Lee Strasberg, Gründer des Group Theatre, das Stücke am Broadway produzierte, und seit 1951 künstlerischer Leiter des Actors Studio, hat sich in einer Einleitung zu Diderots Dialog mit dessen Schauspieltheorie auseinandergesetzt. Auch Strasberg treibt die Frage um „Warum sind großartige Schauspieler nicht bei jeder Aufführung gleich gut? Gibt es keine Inspirationsquelle, die es einem Schauspieler ermöglicht, seine Rolle nicht nur beim ersten Spielen zu durchleben, sondern vielmehr auch danach immer aufs neue glaubwürdig die „Illusion des ersten Mals“ zu erzeugen?“ Lee Strasberg betonte die Bedeutung Diderots, als er schrieb: „Any discussion of acting almost invariably touches on Diderot’s famous paradox: to move the audience the actor must himself remain unmoved.“
2012 erschien im Verlag Belles lettres in Paris eine Ausgabe von Paradoxe sur le comédien, herausgegeben von den Schauspielen Gabriel Dufay und Denis Podalydès, zusammen mit einer Sammlung von Texten, in denen eine Reihe illusterer Persönlichkeiten der französischen Theatergeschichte zu Diderots Schauspieltheorie Stellung nimmt, darunter Talma, Jean Mounet-Sully (1841–1916), Sarah Bernhardt, Jacques Copeau, Beatrix Dussane (1888–1969), Louis Jouvet, Jean-Louis Barrault oder Maurice Ronet. Zu den wenigen Akteuren mit einem positiven Blick auf Diderot zählt Michel Bouquet, der in dem Essay „eine Quelle der Wahrheit und Inspiration für den Schauspieler“ sieht.

## Textausgaben
- Paradoxe sur le comédien Wikisource, französisch
- Paradoxe sur le Comédien. Précédé des Entretiens sur le fils naturel. Chronologie et préface Raymond Laubreaux. Flammarion, Paris, 1981, ISBN 2-08-070164-9
- Paradoxe sur le comédien; précédé de, Observations sur une brochure intitulée: Garrick, ou, Les acteurs anglais. Enrichi de, Observations sur un ouvrage intitulé: Traité du mélodrame, ou, Réflexions sur la musique dramatique, par M. Le Chevalier de Chastellux, texte établi et commenté par Jane Marsh Dieckmann. Paris, Hermann, 1996, ISBN 978-2-7056-6302-5

deutsche Übersetzungen
- Paradox über den Schauspieler. Deutsch von Katharina Scheinfuß. Insel Verl. 1964. (Insel Bücherei. 820.)
- Paradox über den Schauspieler. Übersetzt u. eingeführt von Felix Rellstab. Wädenswil, Stutz, 2011.
- Das Paradox über den Schauspieler. Erkenntnisse über die Schauspielkunst. Einleitung Gerhard Beinemann, Übersetzer Walter Schönherr und Victoria Rienaecker. Ministerium für Kultur, Berlin 1956. (Studienmaterial für die künstlerischen Lehranstalten. Heft 3. 1956.)

## Hörbücher
- Denis Diderot. Paradoxe sur le comédien. Erzähler Charles Berling. Kos 2016 (französisch)